# Poulsbo
Poulsbo és una població dels Estats Units a l'estat de Washington. Segons el cens del 2000 tenia 6.813 habitants.

## Demografia
Segons el cens del 2000, Poulsbo tenia 6.813 habitants, 2.845 habitatges, i 1.772 famílies. La densitat de població era de 819,5 habitants per km².
Dels 2.845 habitatges en un 30,9% hi vivien nens de menys de 18 anys, en un 48,6% hi vivien parelles casades, en un 10,9% dones solteres, i en un 37,7% no eren unitats familiars. En el 32,1% dels habitatges hi vivien persones soles el 15,8% de les quals corresponia a persones de 65 anys o més que vivien soles. El nombre mitjà de persones vivint en cada habitatge era de 2,3 i el nombre mitjà de persones que vivien en cada família era de 2,92.
Per edats la població es repartia de la següent manera: un 24,2% tenia menys de 18 anys, un 7,5% entre 18 i 24, un 26,8% entre 25 i 44, un 22,1% de 45 a 60 i un 19,5% 65 anys o més.
L'edat mediana era de 39 anys. Per cada 100 dones de 18 o més anys hi havia 78,7 homes.
La renda mediana per habitatge era de 38.875 $ i la renda mediana per família de 51.353 $. Els homes tenien una renda mediana de 40.482 $ mentre que les dones 27.899 $. La renda per capita de la població era de 20.649 $. Aproximadament el 8,2% de les famílies i el 9,1% de la població estaven per davall del llindar de pobresa.

## Poblacions més properes
El següent diagrama mostra les poblacions més properes.